# ملوک (استان)
ملوک (اندونزیایی: Maluku) یکی از استان‌های اندونزی است.

## جغرافیا
این استان بخش‌های مرکزی و جنوبی جزایر ملوک را شامل می‌شود و از نظر جغرافیایی و فرهنگی، پیوندهای عمیقی با ناحیهٔ ملانزی دارد.
پایتخت و مهم‌ترین شهر ملوک، آمبون است که در جزیرهٔ کوچک آمبون واقع شده‌است. جمعیت این استان در سال ۲۰۰۸ بالغ بر ۱٬۴۴۰٬۰۱۴ نفر بوده‌است.

## تاریخچه
تمام جزیره‌های ملوک از سال ۱۹۵۰ تا سال ۱۹۹۹ به‌صورت یک استان واحد اداره می‌شد. در سال ۱۹۹۹، بخش شمالی این منطقه از این استان جدا شد و به‌عنوان استان جدید ملوک شمالی شناخته شد.